# Edward Onslow
Ne doit pas être confondu avec Édouard Onslow (peintre).
Edward Onslow (9 avril 1758 à Londres – 18 octobre 1829 à Clermont-Ferrand) est un aristocrate britannique, le plus jeune fils de George Onslow, 1er comte d'Onslow, et d'Henrietta Shelley.

## Biographie
Il fait ses études au collège de Christ Church, à Oxford, qu'il rejoint en 1774. Il siège brièvement comme député pour Aldborough en 1780 et est élu la même année en tant que membre de la Royal Society.
En 1781, Onslow est accusé d'avoir fait des avances homosexuelles à Phelim Macarthy. Forcé de démissionner de son siège au Parlement, il décide de s'exiler pour faire oublier le scandale et s'installe en Auvergne. Edward visite l'Auvergne et rend visite à la Supérieure des Ursulines de Clermont. C'est là qu'il aperçoit une jeune pensionnaire, Rosalie Marie de Bourdeilles de Brantôme (1761-1842), de vieille noblesse auvergnate issue de la branche cadette du fameux écrivain Brantôme qui possède une dot conséquente. Il l'épouse le 7 mars 1783. Le couple a quatre fils :
- George Onslow (1784-1853), le compositeur de musique classique surnommé le Beethoven français;
- Maurice (1786-1834). Garde du corps du Roi en 1813 compagnie du Luxembourg. Il épouse le 7 décembre 1814, à Blesle, Magdeleine Claire Bec du Treuil (1796-1874), fille de Jean Bec notaire royal à Blesle. Ils ont cinq enfants dont le dernier, Amable-Thaurin Achille dit Édouard Onslow (29 octobre 1830, Blesle - 28 novembre 1904, Saint-Flour, Cantal), peintre auvergnat
- Arthur (1788-1876). Il participe à de nombreux combats de l'Empire, chevalier de la légion d'honneur en 1814, puis lieutenant et capitaine au 1er régiment de la garde royale. Il épouse une anglaise, Emilia Charlotte Wetherell. Pris dans des spéculations financières, il part pour l'Inde et se retrouve ruiné. Il occupe le poste de chancelier du consulat de France à Buenos Aires puis voyage en Uruguay, Guadeloupe et Belgique[3].
- Auguste (1790-1859), officier de cuirassiers, garde du corps du Roi en 1813, compagnie du Luxembourg. Il épouse, en 1819, Marie-Alix Desaix, fille d'un cousin du général Louis Charles Antoine Desaix.

Arthur et Auguste ont une activité assez importante de peintre mais sans grand succès.
Durant la Révolution, il est emprisonné en 1793 en raison de sa nationalité, malgré ses liens avec son frère franc-maçon Georges Couthon dans la loge Saint-Maurice. Suspecté de participer au mouvement contre-révolutionnaire, il est forcé à l'exil en 1797. 
Onslow passe le reste de sa vie comme gentilhomme en Auvergne[pas clair]. Il meurt à Clermont-Ferrand en 1829 et y est enterré au cimetière des Carmes.